# El Día (Chile)
El Día es un periódico chileno, editado y publicado en La Serena. Actualmente es el periódico más leído en la Región de Coquimbo, y uno de los periódicos regionales más leídos en todo el país, a través de su página en Internet y su edición impresa. También es conocido como uno de los diarios regionales más reconocidos en el país, debido principalmente a su independencia de bloques políticos, sociales, religiosos y económicos. Al igual que los periódicos El Rancagüino de Rancagua y El Centro, de Curicó, no depende de ninguno de los dos grandes consorcios periodísticos de Chile, que son El Mercurio y COPESA.

## Historia

### Fundación e inicios

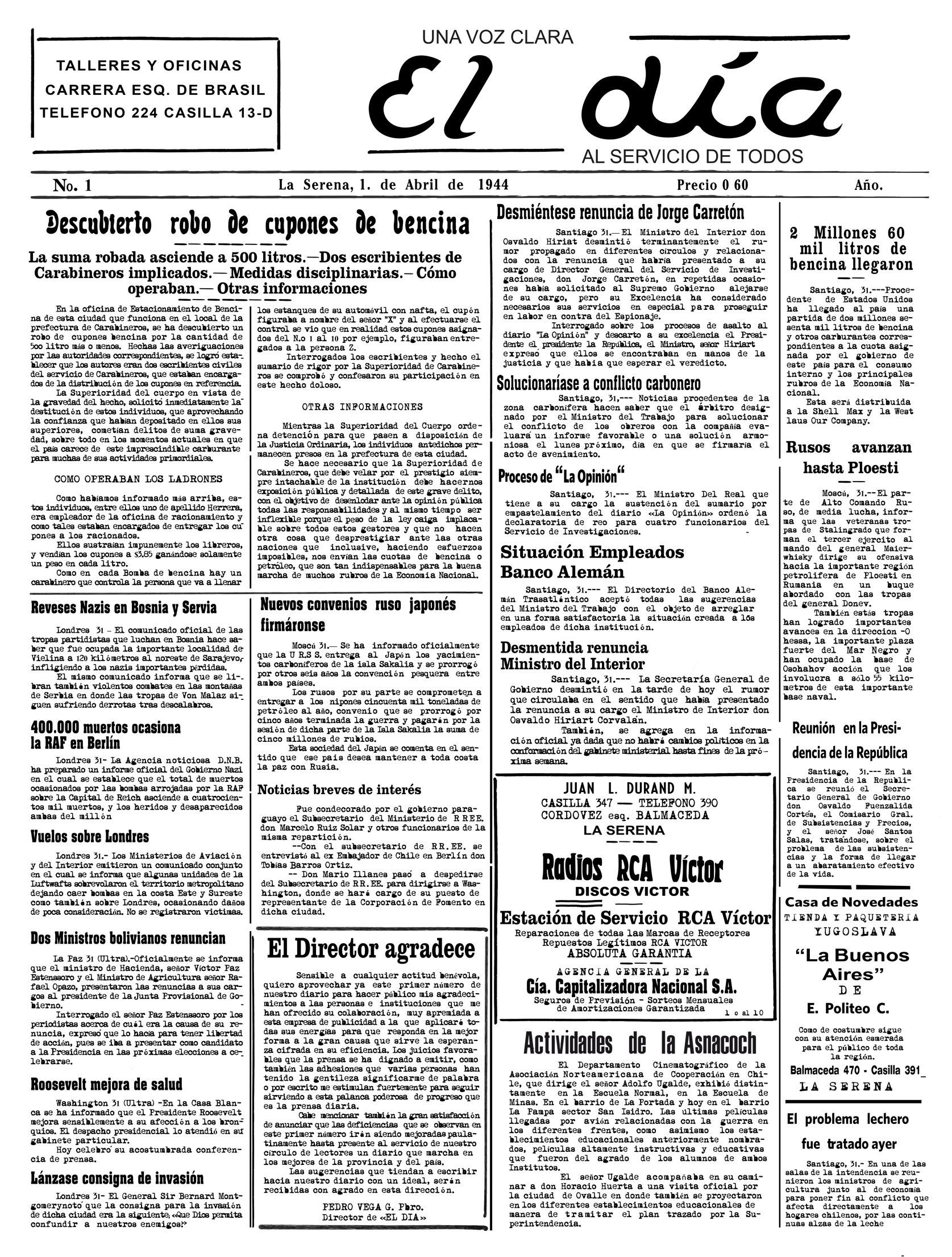
Portada del primer número de El Día, 1 de abril de 1944.

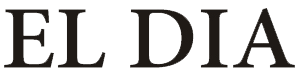
Logotipo de El Día entre junio de 1944 y 1945, y entre 1948 y 1954.

Los orígenes de El Día se remontan a El Diario, periódico editado en La Serena entre el 23 de enero de 1925 y el 1 de diciembre de 1943, cuando fue puesto en una lista negra por las autoridades debido a publicaciones realizadas en el contexto de la Segunda Guerra Mundial.
El diario El Día apareció por primera vez el sábado 1 de abril de 1944, bajo la dirección del sacerdote Pedro Vega Gutiérrez, cuando la población seguía atenta al desarrollo del último tramo de la Segunda Guerra Mundial. En aquel tiempo, el periódico se editaba en su tradicional edificio de la esquina de las calles Los Carrera con Brasil, en pleno centro de La Serena. Las primeras ediciones de este periódico aparecieron bajo el eslogan "Una voz clara al servicio de todos". Ocasionalmente, el año de fundación de El Día coincidió con la celebración del Cuarto Centenario de la fundación de La Serena.
La primera información local publicada en la primera edición del diario El Día hacía referencia al robo de unos cupones de combustibles desde una estación de servicio en el centro de La Serena, hecho que generó revuelo en la población.

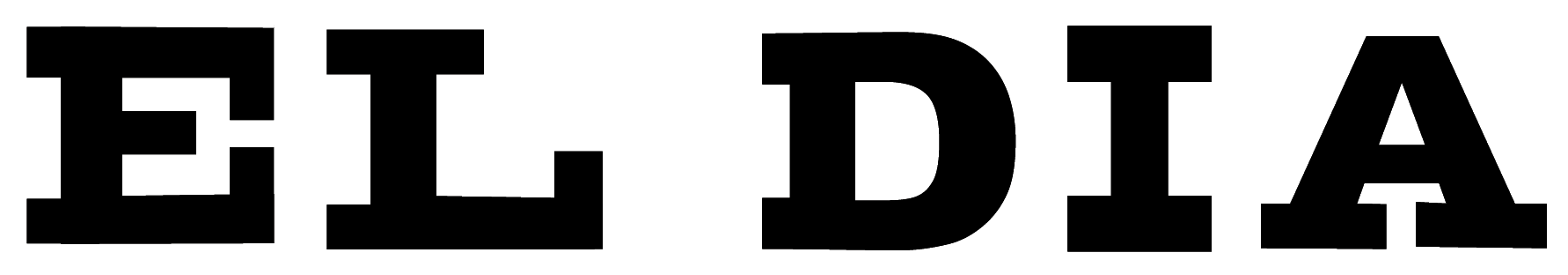
Logotipo de El Día entre 1945 y 1948.

En sus inicios, el periódico estaba compuesto de 4 páginas, de tamaño broadsheet o "mercurial" (nombre dado popularmente en Chile a los periódicos de gran formato, característico del diario El Mercurio), y cubría noticias principalmente de La Serena, además de noticias nacionales e internacionales, gracias al sistema de cables. En algunos casos, estas noticias traían un importante desfase.
El primer logotipo de diario El Día fue confeccionado a mano alzada, y luego, en junio del mismo año, se crea un nuevo logotipo, basado en las tipografías italianas, con un mayor contraste entre trazos gruesos y finos. Dicho logotipo fue retomado en 1948.
En 1945, un nuevo logotipo irrumpe en medio de las noticias que cuentan el suicidio de Adolf Hitler, y el fin de la Segunda Guerra Mundial. Esta vez el trazo es considerado “egipciano”: trazos muy gruesos hacen que la marca tenga una mayor potencia visual.
En abril de 1953 Pedro Vega deja la dirección del periódico, siendo reemplazado por Ricardo Peralta Peralta.

### La época del arriendo

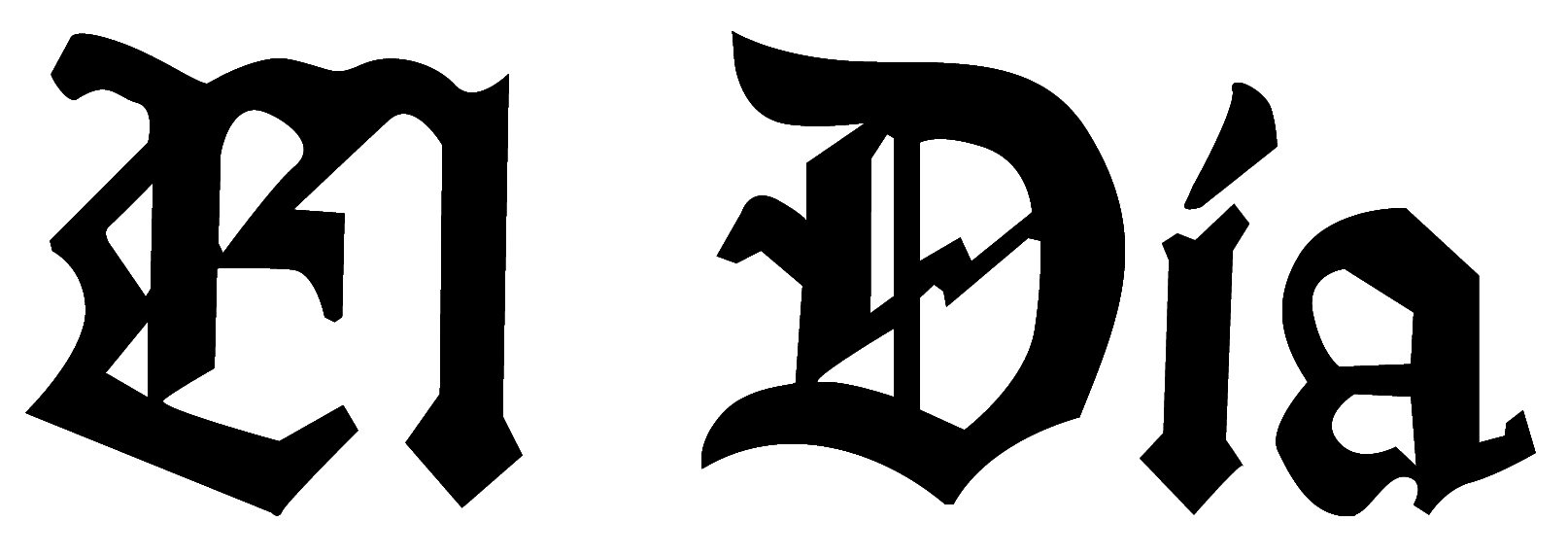
Logotipo de El Día entre 1954 y el 9 de febrero de 1975.

Desde 1955, El Día vive la segunda etapa de su historia. El diario fue arrendado por la Sociedad de Publicaciones El Tarapacá, que designó a Eduardo Sepúlveda Whittle como director, y Mario Meza Quiroz como jefe de informaciones. "El Día, el diario que La Serena necesitaba" fue el nuevo eslogan que adquirió el periódico. Asimismo, el diario inicia una etapa de apogeo: paulatinamente aumentó el tamaño de páginas y se solucionó el problema con el desfase de informaciones llegadas por el sistema de cables. En ese mismo período, en los talleres de El Día también se imprimía el diario vallenarino El Noticiero Huasquino, fundado en 1933 y que desapareció a mediados de los años 60.
Durante las décadas de 1950 y 1960, El Día será testigo de importantes acontecimientos, como el deceso y repatriación de los restos de Gabriela Mistral, la muerte del Papa Pío XII, y la consagración de Juan XXIII y Paulo VI; además de la llegada al poder de Gabriel González Videla, Carlos Ibáñez del Campo, Jorge Alessandri y Eduardo Frei Montalva.
La estructuración del diario no seguía un orden estricto: las noticias se distribuían en función de los espacios. Además, en la tipografía se aprecia una notoria influencia anglo, reflejada en los caracteres góticos que se usan en el logotipo. Ya al final de la década se darían indicios de sombras planas en los logotipos.

### El legado de Antonio Puga
El 1 de agosto de 1959, Osvaldo de Castro, presidente de la Sociedad de Publicaciones El Tarapacá, designa en reemplazo de Eduardo Sepúlveda Whittle, quien se acogió a jubilación, al historiador Antonio Puga Rodríguez. En 1961 Puga comenzó a arrendar el diario El Día, desplazando a la Sociedad de Publicaciones El Tarapacá, al mismo tiempo que adquiría el diario copiapino El Amigo del País. En 1970 se convertiría en propietario del matutino regional, dejando atrás la época del arriendo.
En los primeros años de la década, debido a la crisis económica, comienza a aumentar rápidamente su precio, llegando en 1974 a tener un precio de E° 100.
El cambio más importante de la década de 1970, dentro del periódico, fue el paso del tamaño “mercurial” (broadsheet) a tabloide, el 1 de agosto de 1978. Los avances en edición e impresión permiten experimentar con sombras, tipografías, colores, y una mejora en el uso del color plano. Este color sería el azul, que terminaría distinguiendo hasta la actualidad al diario. Así también, se avanza en el uso de fotografías, cada vez más masivo. Sin embargo, la distribución de las noticias aún sigue sin organización fija.
El 10 de febrero de 1975, junto con estrenar un nuevo logotipo, El Día creó un nuevo cuerpo dedicado exclusivamente a las noticias de Coquimbo. Este suplemento adoptaría el color rojo dentro de su tipografía de la portada y contraportada. La edición de Coquimbo continuaría hasta mediados de la década de 1980, cuando las noticias del puerto son anexadas nuevamente al cuerpo principal de El Día. Ya en 1980, el precio del periódico, incluido el IVA, era de $10.
El 1 de marzo de 1982 el diario El Día da la bienvenida al sistema offset y a partir de 1990 la portada y contraportada de la edición dominical se imprimen en color.
El Día sería testigo también en las décadas de 1970 y 1980, de importantes sucesos: el ascenso al poder de Salvador Allende, el asesinato de Edmundo Pérez Zujovic, la crisis de 1973, el golpe de Estado y el bombardeo al Palacio de La Moneda (el periódico no fue publicado entre el 11 y 18 de septiembre de 1973), el paso de la Caravana de la Muerte por La Serena, donde fueron fusiladas 15 personas en el ex – regimiento Arica (la noticia, ordenada a publicar por el Jefe de Plaza, Ariosto Lapostol, decía en un gran titular: “Ejecutadas sentencias del Tribunal Militar”); la inauguración de la Avenida del Mar, arteria costera de La Serena, el 1 de febrero de 1980; el accidente del Vuelo 304 de Aeronor en diciembre de 1982; la visita papal de Juan Pablo II a la zona, el 5 de abril de 1987; el plebiscito del 5 de octubre de 1988, donde triunfó la opción No; las primeras elecciones presidenciales y parlamentarias tras 16 años, en 1989; entre otros sucesos.

### Etapa de modernizaciones

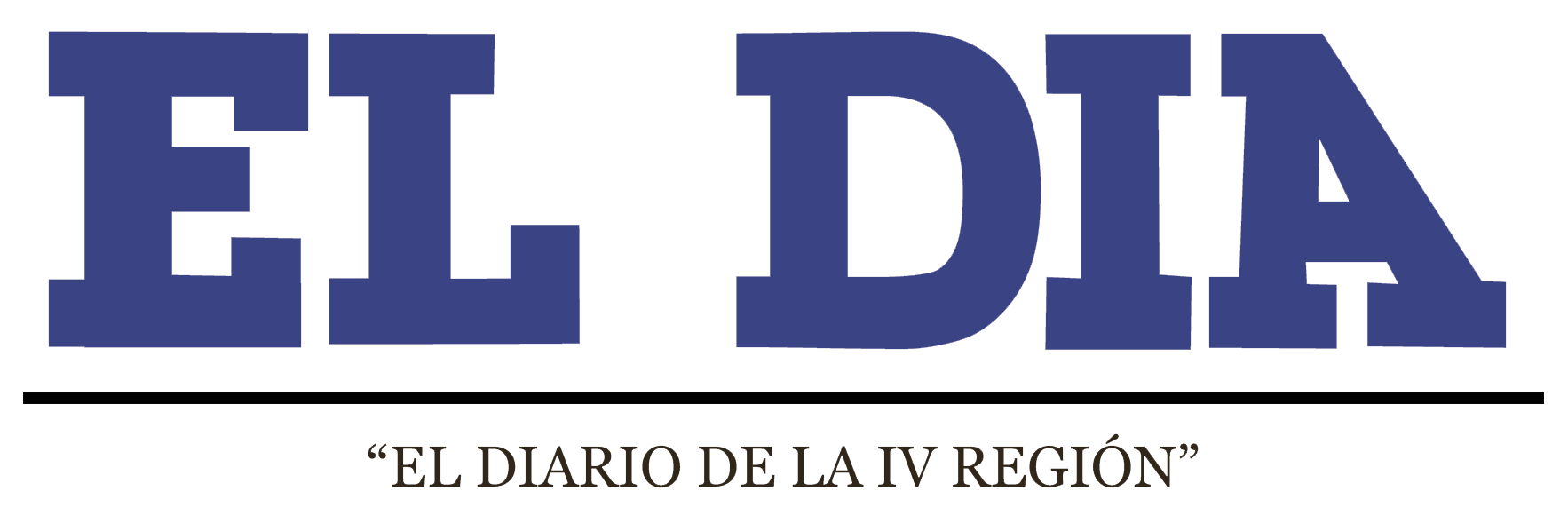
Logotipo de El Día desde el 31 de julio de 1988 hasta 2000.

La década de 1990 comienza con una nueva reestructuración en el logotipo: el color institucional continuará siendo el azul, pero el logotipo, en vez de ser inclinado, con líneas gruesas, será de líneas rectas, similar en cierto grado a la tipografía de influencia diaguita. Ya en la década anterior, el periódico había adoptado el nuevo eslogan “El diario de la Cuarta Región”, tras el proceso de regionalización de 1974.
En 1993, el diario se trasladó a sus actuales dependencias, ubicadas en la calle Brasil 431, en el centro de La Serena, en una antigua casona de estilo neo-colonial; ese mismo año adquiere una prensa News King.
1995 es un año importante, pues se adopta la plataforma Macintosh y se inicia la diagramación en pantalla. En este mismo año se le agrega a la tipografía, un logo más conceptual: una abstracción de un sol y un tabloide. Junto a esto, en el marco del 51 aniversario de la casa periodística, se inaugura la corresponsalía en Ovalle, capital del Provincia de Limarí, iniciando el proceso de consolidación de El Día en aquella provincia, lo que derivaría en los próximos años en la creación de una edición separada para aquel valle, donde el logotipo del periódico era el mismo, con la excepción de que el color era verde.
El avisaje publicitario se profesionaliza cada vez más, y por primera vez se estructuran en secciones las noticias. Las más importantes ocupan las páginas centrales del matutino, mientras que a diferencia de los años anteriores, las crónicas regionales ocupan las primeras páginas. En las décadas anteriores, en las primeras páginas se ubicaban las noticias nacionales e internacionales.

### Empresa familiar
El 12 de noviembre de 1998 falleció el director, Antonio Puga Rodríguez, y la dirección la asume un directorio provisional, encabezado por Sergio Barraza Lazo, hasta 2001, cuando asume Francisco Puga Vergara, hijo del extinto propietario, como director del diario. Es en este mismo año, cuando el logotipo adopta su forma actual: tipografía clásica, de color azul, y conservando el eslogan de siempre. Se utilizan sombras para darle relieve al logotipo.
En el año 2000, diario El Día lanza su página web, con informaciones de la edición impresa, potenciando la imagen del diario no sólo en la región, sino que en el resto de Chile. Actualmente la página de El Día es una de las más visitadas a nivel nacional.
El 31 de marzo de 2005, El Día inaugura su corresponsalía en Illapel, instalándose de forma estable en la Provincia de Choapa. De esta forma, se establecen 3 ediciones distintas para cada provincia de la Región de Coquimbo, cada una con su propio color distintivo en el logo: Elqui (azul), Limarí (verde) y Choapa (terracota).
Sin embargo, este cambio duraría poco, ya que con la edición del 2 de enero de 2006, se unifican las 3 ediciones, en las cuales se incluyen las noticias de toda la región. Junto con lo anterior, se produjo un rediseño de su portada. El color que adopta definitivamente es el azul. Crea un nuevo eslogan: “Útil. Confiable. Más Tuyo”, y el logotipo se invierte en colores: ahora el fondo es azul, y la tipografía con el nombre del diario es de color blanco. En los primeros meses tras estos cambios, el número de páginas aumentó de 32 a 40, cosa que se revirtió a mediados del mismo año, cuando se retornó a las 32 páginas, a excepción de la edición sabatina, que seguiría con 40 páginas, y la edición dominical con una extensión variable (entre 60 y 68 páginas, incluyendo el cuerpo de Avisos Económicos).
A mediados de 2006, el periódico aumentó el precio de su edición de día sábado, de $250 a $300; mientras que la edición de domingo aumentó su precio de $300 a $400. Las ediciones de días lunes a viernes mantuvieron su precio en $250.
También, a fines de 2006 inauguró en su página web la sección "Reporteros", mediante la cual los mismos lectores pueden redactar informaciones que hayan presenciado, y que además puede complementar con fotografías. De acuerdo a la veracidad comprobada de la noticia, el texto o las fotografías (o inclusive ambas) pueden ser incluidas en la edición impresa del periódico, indicando la autoría de la nota o la foto, o si el usuario lo desea, puede mantenerse en el anonimato.
El 17 de julio de 2007 se incluyó en forma estable una página dedicada a informaciones de la provincia de Huasco, consolidando de esta manera la distribución de El Día en el sur de la Región de Atacama, abarcando de esta manera, no sólo las comunas de la Región de Coquimbo, sino que también las comunas de Vallenar, Huasco, Freirina y Alto del Carmen.
Durante la década de 1990 y la década de 2000, los hechos importantes también han sido cubiertos por el periódico: el desastroso año de 1997 en la región, con una sequía que duró 2 años, las inundaciones debido al fenómeno de El Niño, y el terremoto del 15 de octubre; la construcción del Embalse Puclaro (1999); la inauguración de la Cruz del Tercer Milenio, en Coquimbo (2000); la muerte del Papa Juan Pablo II, en donde diario El Día publicó una portada muy simple y precisa, que titulaba “A Dios”, reflejando la emoción del momento (2005), siendo uno de los titulares reconocidos incluso internacionalmente; la ascensión del Papa Benedicto XVI (2005); y las elecciones presidenciales de 1993, 1999 y 2005; parlamentarias de 1993, 1997, 2001 y 2005; y municipales de 1992, 1996, 2000 y 2004; más las segundas vueltas electorales, donde resultaron elegidos don Ricardo Lagos (2000) y Michelle Bachelet (2006); y el fallecimiento del dictador Augusto Pinochet, el 10 de diciembre de 2006, donde destacó la edición del día siguiente del periódico, donde titulaba, la frase "El fin de una era".
En 2008 El Día sufrió un completo rediseño, el cual fue realizado en Pamplona, España, en donde el editor de Diseño, Héctor Leyton Arancibia, trabajó junto al periodista y diseñador gráfico Javier Errea (presidente de la SND España, dos veces ganador al mejor rediseño de diarios en Europa) en la confección de la nueva imagen para este medio. Dichos cambios fueron lanzados en la edición del 2 de mayo de 2008.

## Avances en los avisos publicitarios
Desde sus inicios, El Día ha recibido a numerosas casas comerciales, empresas, industrias, e incluso particulares que con su aviso han dado a conocer cualquier novedad. En los inicios, la forma de publicidad más popular era el uso de tipografías de imprenta, muy clásicas y sin ilustraciones. Solamente poseían algunos rasgos de estilo, en las letras cursivas, negritas, y con efectos simples.
Ya en la década de 1950 se incluyeron pequeños diagramas y fotografías, y en las décadas posteriores se moderniza el avisaje, llegando desde fines de la década de 1980, a ser cada vez más profesional.
En sus inicios, diario El Día contaba con su propio Departamento de Publicidad, al cual las empresas le encargaban el diseño de los avisos. Este Departamento era muy importante dentro del periódico, puesto que de ellos dependía el éxito comercial de las empresas, y del periódico mismo.
Muchas empresas regionales, tales como Celta, La Elegante, La Estrella Alpina, Casa Hanshing, Callegari, Supermercados Rendic, y Ecomac, entre muchas otras, crecieron junto con diario El Día, y su publicidad, a medida que avanzaban los años, se fue profesionalizando, debido a la aparición de técnicas de impresión y diseño, con innovaciones como la potenciación del uso del color, fotografías, herramientas computacionales, etc. Actualmente, la mayor parte encarga sus avisos a agencias externas de publicidad. Sin embargo, y a pesar de que el gremio de diseñadores de publicidad dentro de los periódicos ha decaído considerablemente, gran parte de las empresas prefiere publicitar en diarios, debido a la gran lectoría de estos últimos.

## Ediciones especiales
El Día se ha caracterizado por publicar ediciones especiales en ocasiones de renombre en la zona, tales como el aniversario de La Serena (26 de agosto), el aniversario de Coquimbo (5 de mayo), resúmenes de fin de año (31 de diciembre), e incluso el aniversario del mismo diario El Día (1 de abril). Estas ediciones especiales tienen una extensión variable, que oscila entre las 36 y 48 páginas, e incluyen numerosos reportajes y ensayos históricos, además de entrevistas a personajes destacados, y cronologías sobre la historia del tema en cuestión. Cabe mencionar también que el precio de las ediciones en las que aparecen estos especiales, no sufre modificación alguna.
El periódico también publica ediciones especiales para los aniversarios de las demás comunas de la Región de Coquimbo. Aunque no tienen la misma extensión que los especiales ya mencionados (suelen tener entre 4 a 16 páginas), se da cabida a la expresión de la gente de estas comunas, siendo las entrevistas a los alcaldes de cada una de las comunas todo un símbolo de aquellas ediciones.

## Formato
Como ya se ha mencionado, el formato del periódico es el tabloide desde fines de la década de 1970, cuando abandonó el formato broadsheet.

### 2006 - 2008
Desde 2006 hasta el 30 de abril de 2008, el formato de El Día era el siguiente: En la primera página se encontraba la portada, encabezada por el logotipo del periódico, y el pronóstico del tiempo para las ciudades de La Serena, Coquimbo, Ovalle e Illapel. Abajo del logotipo aparecía la fecha, el año, la edición, la fecha de fundación y el precio, acompañado de su código de barras. Más abajo se encontraba el titular principal, y a la derecha un breve sumario con algunas de las informaciones que se detallan al interior. Bajo el titular principal se encontraba una fotografía de algún hecho destacado, con su respectivo pie de foto. Inmediatamente debajo de la foto, al final de la portada, se introducían 2 titulares de noticias relativas a las provincias de Limarí y Choapa.
Las noticias pueden diferenciarse fácilmente en notas principales, secundarias y breves. La diferencia radica esencialmente en su extensión y el tamaño de los titulares. Las noticias breves se encuentran en el borde interno de las páginas, y a veces incluyen fotografías.
Dentro de las noticias existen varias herramientas que permiten al lector una mejor interpretación, tales como Cronología (revisión de hechos relacionados con la noticia), Protagonista (datos acerca de los personajes involucrados) y Zona de Debates (expresiones de diversas personas respecto al tema en cuestión), entre otros.
Durante aquel período, las secciones de El Día son: 
- Lo que Hay que Saber (informaciones destacadas de la región)
- Mundo y País (noticias de Chile y el extranjero)
- Ciencia y Tecnología
- Opinión (incluye las secciones de Humor, Cartas al Director y la Editorial)
- Entrevista Directa
- Región (análisis en detalle, incluye las noticias de las provincias de Limarí y Choapa)
- Hoy Día (sociedad y actualidad)
- Negocios (indicadores y análisis económicos)
- Económicos (avisos clasificados)
- Cultura y Entretención (incluye carteleras de cine y televisión)
- Día Deportivo (noticias de deportes)
- Lector (notas de interés general, incluye el obituario)
- Servicios (pronóstico del tiempo, horóscopo, santoral, teléfonos de emergencia, horario de vuelos en el Aeropuerto La Florida, tablas de mareas, puzle y sudoku)
- Huasco (sección incorporada el 17 de julio de 2007, con noticias de la provincia ya nombrada)

#### Ediciones de lunes a viernes
El precio de El Día en estas jornadas es de $250. Poseen una extensión de 32 páginas. En algunos días aparecen secciones especiales, como Día Deportivo Lunes (lunes), Martes de la Mujer (martes), Automotriz (jueves) y Fin de Semana (viernes).

#### Edición sabatina
El diario El Día tiene un precio de $300 los sábados. Tiene una extensión de 40 páginas, y en él, además de las secciones que aparecen todos los días, existe el apartado Fin de Semana, similar al que aparece el día viernes en el periódico. Asimismo, se incluyen más páginas para dar más detalle a las noticias ocurridas los días anteriores en las provincias de Huasco, Limarí y Choapa.

#### Edición dominical
Los domingos, El Día tiene un precio de $400. En la edición dominical se incluye la sección El Día Domingo, con cerca de 20 páginas de reportajes y entrevistas. Además, se incluye un cuerpo separado, dedicado a los avisos económicos. En conjunto, la extensión del periódico puede variar entre las 64 y 72 páginas.

### 2008-actualidad
A partir del 2 de mayo de 2008, El Día posee una nueva estructura, marcada por la fusión de secciones y el rediseño de sus elementos tipográficos. Un ejemplar posee los siguientes apartados:
- Opinión (Columnas, cartas al director, humor y editorial)
- Mundo & País
- Actualidad (incluye las antiguas secciones Región, Hoy Día, Negocios y Avisos Económicos)
- Tiempo Libre (reemplaza a Cultura y Entretención)
- Deportivo
- Lector y Servicios

Aparte de aquello, el suplemento dominical de reportajes (anteriormente llamado El Día Domingo) pasó a llamarse D7 y las Ediciones Especiales adoptan un logotipo uniforme.

## Apariciones en televisión
El diario El Día, junto a los periodistas que laboran en el periódico, ha participado en varios programas de la televisión regional. Uno de los primeros ejemplos fue el programa especial emitido por Canal 8 UCV Televisión el 1 de abril de 1984, con ocasión del 40° aniversario del periódico. El programa se transmitió a las 19:40 horas, e incluía un repaso histórico a las noticias captadas por El Día, junto a imágenes y testimonios de cómo se ha hecho el diario.
Otra participación en la televisión de la Región de Coquimbo, es la de la periodista Patricia Montané, encargada de la sección Política del diario El Día. La periodista fue panelista del programa de conversación Te invito un café, conducido por Sergio Aguilera, y que fue emitido por Canal V La Serena-Coquimbo entre 2005 y 2006.

## Programa radial
El diario El Día tuvo desde 2004 hasta 2016 un convenio con El Mercurio S.A.P. y su Radio Digital FM, y dentro de la programación de la emisora se han emitido boletines noticiosos para la Región de Coquimbo. Estos boletines se preparan y transmiten desde la sala de redacción de diario El Día, en el centro de La Serena.
Asimismo, se transmitió el programa Abriendo El Día, por la misma Radio Digital FM, de lunes a viernes de 8:00 a 9:00 de la mañana. Es conducido por Rubén Aguilera, Pilar Honorato y Eleazar Garviso, y en cada edición se da cabida a la revisión de los hechos noticiosos que han marcado la jornada anterior, más una síntesis de lo que ocurrirá en las horas siguientes. También posee entrevistas en vivo desde su estudio, y un repaso a los contenidos que publica El Día en cada edición.
El 14 de noviembre de 2016, El Día lanzó Radio Mistral, a través de la 95.1 FM. Se trata de una radioemisora independiente y pluralista de la región, con toda la información al instante y música para el adulto joven. En sus programas se encuentran: Agenda Mistral, Enfoque Mistral y Abriendo El Día.

## Comité editorial
El Director de El Día, desde el año 2001, es don Francisco Puga Vergara; el Gerente General es don Ricardo Puga Vergara; el Editor Periodístico es Eleazar Garviso Gálvez; el Jefe de Informaciones es Guillermo Alday; el Editor de Diseño es Héctor Leyton Arancibia; el Editor Fotográfico es Lautaro Carmona Guerrero.
Anteriormente el Jefe de Informaciones era Alejandro Vicuña Leiva, quien falleció el 12 de enero de 2008, en un accidente automovilístico en la ruta 43. El cargo fue ocupado por el editor de la edición dominical, Eleazar Garviso.

## Directores
| Período   | Director                  |
| --------- | ------------------------- |
| 1944-1953 | Pedro Vega Gutiérrez      |
| 1953-1955 | Ricardo Peralta Peralta   |
| 1955-1959 | Eduardo Sepúlveda Whittle |
| 1959-1998 | Antonio Puga Rodríguez    |
| 1998-2002 | Sergio Barraza Lazo       |
| 2002-2016 | Francisco Puga Vergara    |
| 2016-2019 | Ricardo Puga Vergara      |
| 2019      | Francisco Puga Medina     |

## Propietarios
| Período         | Propietario                     | Notas                                                                                           |
| --------------- | ------------------------------- | ----------------------------------------------------------------------------------------------- |
| 1944-1970       | Arzobispado de La Serena        | Entre 1955 y 1970, el Arzobispado arrendó el diario a la Sociedad de Publicaciones El Tarapacá. |
| 1970-1998       | Antonio Puga Rodríguez          |                                                                                                 |
| 1998-actualidad | Familia Puga Vergara (sucesión) |                                                                                                 |

## Eslóganes
| Período   | Eslogan                            |
| --------- | ---------------------------------- |
| 1944-1955 | Una voz clara al servicio de todos |
| 1955-1970 | El diario que La Serena necesitaba |
| 1982-2005 | El diario de la Cuarta Región      |
| 2006-2009 | Útil. Confiable. Más Tuyo          |
| 2009-2018 | Vamos creciendo juntos             |
| 2018-2020 | Siempre contigo                    |
| 2020      | La nueva forma de leer             |